# Franusin
Franusin – wieś w Polsce położona w województwie lubelskim, w powiecie tomaszowskim, w gminie Telatyn.
W latach 1975–1998 miejscowość administracyjnie należała do województwa zamojskiego.
Wieś stanowi sołectwo gminy Telatyn. Według Narodowego Spisu Powszechnego z roku 2011 wieś liczyła 71 mieszkańców.
Wierni Kościoła rzymskokatolickiego należą do parafii Podwyższenia Krzyża Świętego w Żulicach.

## Etymologia
Nazwa wsi pochodzi od imienia zdrobniałego Franusia (Franciszka) który z sufiksem ~in tworzy obecnie brzmiącą nazwę wsi.

## Historia
Miejscowość nie występuje w spisie z roku 1827. Pojawia się w spisie Zinberga z roku 1877 (Skorowidz Królestwa Polskiego, czyli Spis alfabetyczny miast, wsi, folwarków, kolonii i wszystkich nomenklatur w guberniach Królestwa Polskiego [...] t. I, s.149) opisana jako folwark. Jako folwark wymienia ją także Słownika geograficznego Królestwa Polskiego z roku 1881. Folwark ten został oddzielony w roku 1874 od dóbr Telatyn Teodora Kaszowskiego.
Według spisu powszechnego z roku 1921 Franusin stanowił kolonię posiadającą 2 domy mieszkalne i 11 mieszkańców.